# Caniço
Caniço – miasto w Portugalii (Madera). Według danych szacunkowych na rok 2008 liczy 13 536 mieszkańców Prawa miejskie otrzymało w 2005. Trzecie co do wielkości miasto Madery.